# Militärpatrull vid olympiska vinterspelen 1936
Militärpatrull vid olympiska vinterspelen 1936 i Garmisch-Partenkirchen, Bayern, Tyskland. Internationella olympiska kommittén ville inte ha med sporten, men Tysklands dåvarande rikskansler Adolf Hitler lyckades övertala internationella olympiska kommittén att göra den till demonstrationssport. Militärpatrull kan ses som en föregångare till skidskytte.
Det vinnande italienska laget belönades av Benito Mussolini med 30 000 lire per deltagare, eftersom det innebar Italiens första olympiska vinst i nordisk skidsport.
Tävlingen hölls 14 februari 1936
| Placering | Lag                                                                                | Tid       |
| --------- | ---------------------------------------------------------------------------------- | --------- |
| 1         | Italien · (Enrico Silvestri, Luigi Perenni, Stefano Sertorelli, Sisto Scilligo)    | 2:28:35.0 |
| 2         | Finland · (Eino Hjalmar Kuvaja, Olli Remes, Kalle Arantola, Olli Huttunen)         | 2:28:49.0 |
| 3         | Sverige · (Gunnar Wahlberg, Seth Olofsson, Ragnar Wiksten, John Westberg)          | 2:35:24.0 |
| 4         | Österrike · (Albert Bach, Edwin Hartmann, Franz Hiermann, Eugen Tschurtschentaler) | 2:36:19.0 |
| 5         | Tyskland · (Herbert Leupold, Johann Hieble, Hermann Lochbühler, Michael Kirchmann) | 2:36:24.0 |
| 6         | Frankrike · (Jacques Faure, Marcel Cohendoz, Eugène Sibué, Jean Morand)            | 2:40:55.0 |
| 7         | Schweiz · (Arnold Käch, Josef Jauch, Eduard Waser, Josef Lindauer)                 | 2:43:39.0 |
| 8         | Tjeckoslovakien · (Karel Šteiner, Josef Mateásko, Bohuslav Musil, Bohumil Kosour)  | 2:50:08.8 |
| 9         | Polen · (Władysław Żytkowicz, Jan Pydych, Józef Zubek, Adam Rzepka)                | 2:52:27.0 |